# Heriberto Herrera
Heriberto Herrera Udrizar (né le 24 avril 1926 à Guarambaré au Paraguay mort le 26 juillet 1996 à Asuncion) est un joueur de football paraguayen et espagnol devenu par la suite entraîneur.
Il était surnommé Sergente, ou encore HH2 (pour le distinguer de son illustre collège Helenio Herrera, appelé HH). Gianni Brera le surnommait également "Accacchino".

## Biographie

### Joueur

#### En club
Il fut joueur dans deux clubs : Nacional FC (Asuncion) au Paraguay et Atlético de Madrid en Espagne.
Avec le premier, on ne connait pas son palmarès (mais il semble qu'il n'ait rien remporter), mais avec le second, il ne remporta rien non plus.

#### En sélection
En tant que défenseur, Heriberto Herrera fut international paraguayen à 4 reprises (1953) pour aucun but inscrit et international espagnol lors d'un match (1957), durant lequel il n'a pas marqué de but.
Avec le Paraguay, il remporta la Copa América 1953 et fut élu meilleur joueur du tournoi.
Avec l'Espagne, il ne joua qu'un seul match contre la Suisse, à Madrid, le 10 mars 1957, qui se solda par un match nul (2-2).

### Entraîneur
Après sa carrière de joueur, il fut ensuite entraîneur en Espagne (Granada CF, Real Valladolid, RCD Espanyol Elche CF, UD Las Palmas et Valence CF) et en Italie (Juventus Football Club, Inter Milan, Sampdoria Gênes et Atalanta Bergame).
Aimant le mouvement, son système de jeu très athlétique appelé le movimiento (précurseur du football total de l'Ajax des années 1970) porte tout de suite ses fruits, HH2 remportant une Coupe d'Italie dès sa première saison à la Juventus (il dirige sa première rencontre sur le banc bianconero le 6 septembre 1964 lors d'une victoire en coupe 2-1 sur l'Alessandria). Ce fut ce nouveau système qui provoqua pourtant le départ à la suite de dissensions avec le capitaine emblématique du club, Omar Sívori, qui devait faire trop de concessions.
Obstiné, inflexible et caractériel, Herrera était peu apprécié de ses joueurs, à qui il demandait des efforts considérables aux entraînements, parfois exténuants. De nombreux joueurs, parfois stars de leur équipe, engagèrent un bras de fer avec lui, peu habitués à ses méthodes (Sívori à la Juve puis plus tard Luis Suárez à l'Inter). 
HH2 qualifiait son travail « d'humble et travailleur, mais solide et compacte ». Après le titre de champion national remporté lors de la saison 1966-67, son équipe fut surnommée la « Juve Operaia » (en français la Juve travailleuse),.
À la Juve, il reste en tout 5 saisons et remporte sur le banc bianconero 104 matchs sur 224 rencontres, remportant notamment 2 trophées (un scudetto et une coupe). Il est le premier entraîneur non-européen de l'histoire du club à remporter un trophée avec le club.
Durant toute sa période en Italie, il gagne en tout deux scudetti et une coupe d'Italie.
Il décède d'une tumeur dans un hôpital de la capitale paraguayenne en 1996 à l'âge de 70 ans.

## Clubs
| - Nacional FC (Asuncion) - 1952-1959 : Atlético de Madrid |  | - 1961-1962 : Granada CF - 1962 : Real Valladolid - 1962-1963 : RCD Espanyol - 1963-1964 : Elche CF - 1967 : Paraguay - 1964-1969 : Juventus - 1969-1971 : Inter Milan - 1971-1973 : Sampdoria Gênes - 1974-1975 : Atalanta Bergame - 1975-1976 : UD Las Palmas - 1976-1977 : Valence CF - 1978 : RCD Espanyol - 1979 : Elche CF - 1980 : Paraguay - 1982 : UD Las Palmas |

## Palmarès

### En tant que joueur
| Atlético Madrid - Championnat d'Espagne : - Vice-champion : 1957-58. - Coupe d'Espagne : - Finaliste : 1955-56. |  | Paraguay - Copa América (1) : - Vainqueur : 1953. |

### En tant qu'entraîneur
| Real Valladolid - Championnat d'Espagne D2 : - Vice-champion : 1961-62. |  | Espanyol Barcelone - Championnat d'Espagne D2 : - Vice-champion : 1962-63. |  | Juventus - Championnat d'Italie (1) : - Champion : 1966-67. - Coupe d'Italie (1) : - Vainqueur : 1964-65. - Coupe des villes de foires : - Finaliste : 1964-65. |  | Inter - Championnat d'Italie (1) : - Champion : 1970-71. - Vice-champion : 1969-70. |